# Іванов Павло Іванович
Павло Іванович Іванов (1999, Очаків, Миколаївська область — 12 квітня 2025) — майор Збройних сил України, учасник російсько-української війни, Герой України (2025, посмертно).

## Життєпис
Народився 1999 року в Очакові Миколаївської області, навчався в Очаківській загальноосвітній школі № 2.
Проходив службу у 299-й бригаді тактичної авіації. До опанування винищувача F-16, літав на штурмовику Су-25. Здійснив понад 130 бойових вильотів.
Загинув 12 квітня 2025 року у віці 26 років під час виконання бойового завдання на літаку F-16.
Літак збила російська ракета.

## Нагороди
- звання Герой України з удостоєнням ордена Золота Зірка (12 квітня 2025, посмертно) — за особисту мужність і героїзм, виявлені у захисті державного суверенітету та територіальної цілісності України, самовіддане служіння Українському народові[9].
- орден Богдана Хмельницького II ступеня (26 лютого 2023) — за особисту мужність і самовідданість, виявлені у захисті державного суверенітету та територіальної цілісності України, вірність військовій присязі[10].
- орден Богдана Хмельницького III ступеня (27 липня 2022) — за особисту мужність і самовіддані дії, виявлені у захисті державного суверенітету та територіальної цілісності України, вірність військовій присязі[11].
- орден «За мужність» III ступеня (13 березня 2025) — за особисту мужність, виявлену у захисті державного суверенітету та територіальної цілісності України, самовіддане виконання військового обов'язку[12].